# Рейдпат, Чарльз
Чарльз Деккер Рейдпат (англ. Charles Decker Reidpath, 20 сентября 1889, Буффало, США — 9 января 1962, Филадельфия, США) — американский легкоатлет, который выиграл 2 золотые медали на Олимпийских играх 1912 года.

## Биография
Учился в средней школе Lafayette с 1904 по 1908 год. Во время учёбы он зарекомендовал себя как способный бегун. С 1908 по 1912 год он учился в Сиракьюсском университете. В эти годы он неоднократно становился чемпионом университета в беге на 220 и 440 ярдов. Окончил университет в 1912 году с дипломом инженера-строителя.

## Спортивная карьера
На Олимпийских играх 1912 года в беге на 400 метров он победил с олимпийским рекордом — 48,2 сек., а на дистанции 200 метров занял 5-е место. Также в составе эстафетной команды 4×400 метров он стал олимпийским чемпионом с мировым рекордом.